# Pouzolles

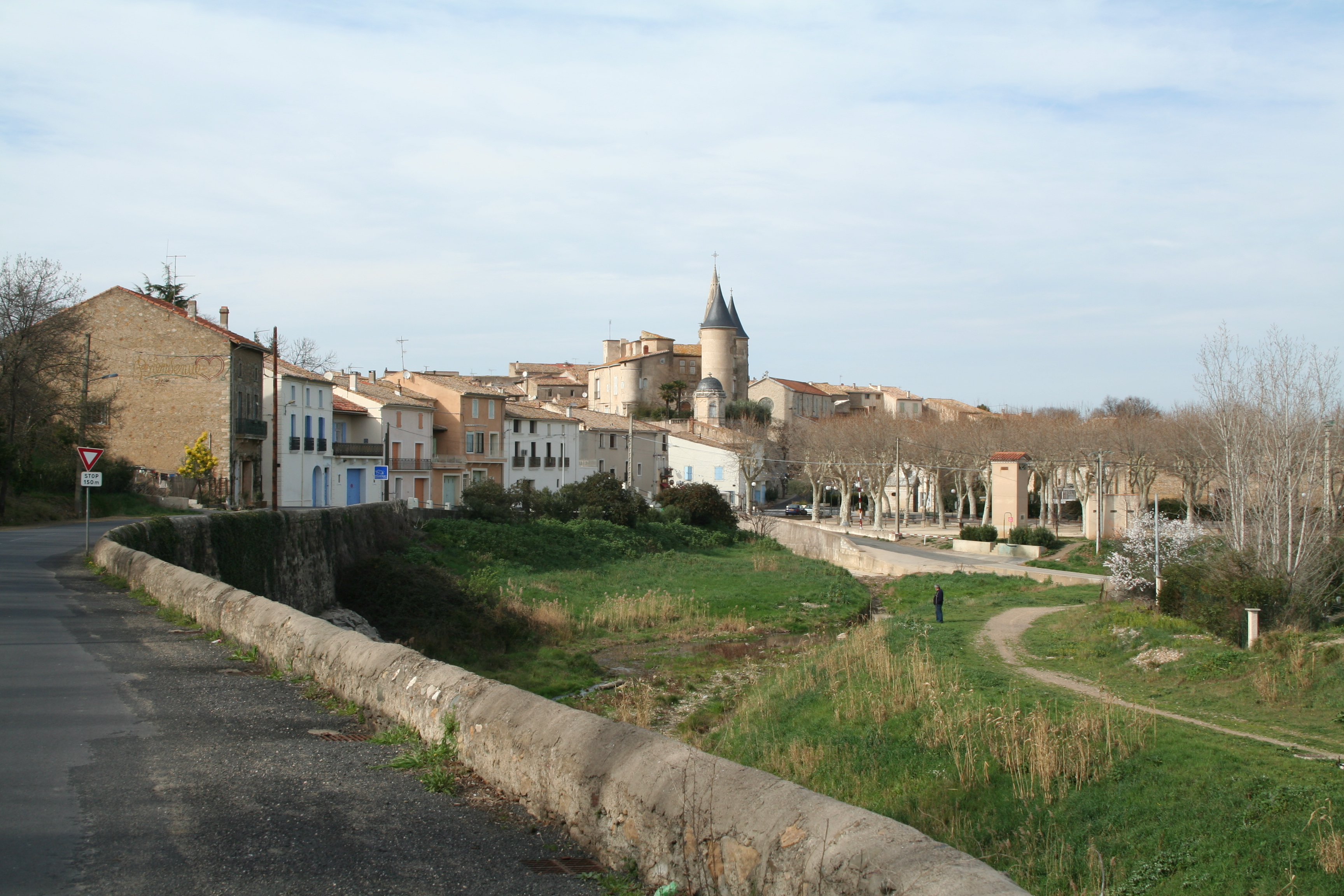
Panorama miejscowości

Pouzolles – miejscowość i gmina we Francji, w regionie Oksytania, w departamencie Hérault.
Według danych na rok 1990 gminę zamieszkiwały 762 osoby, a gęstość zaludnienia wynosiła 76 osób/km² (wśród 1545 gmin Langwedocji-Roussillon Pouzolles plasuje się na 411. miejscu pod względem liczby ludności, natomiast pod względem powierzchni na miejscu 756.).